# Herbert Zimmermann
Herbert Zimmermann (* 1. červenec 1954, Engers) je bývalý německý fotbalista, který reprezentoval Západní Německo. Na počátku kariéry hrál na postu útočníka, později obránce.
Se západoněmeckou reprezentací vyhrál mistrovství Evropy 1980, do bojů na závěrečném turnaji však nezasáhl.. Hrál ale na mistrovství světa v Argentině roku 1978. V národním týmu odehrál 14 utkání, v nichž vstřelil 2 branky.
Třikrát se stal mistrem Německa, dvakrát s Bayernem Mnichov (1972/73, 1973/74), jednou s 1. FC Köln (1977/78). S Kolínem také získal tři německé poháry (1976/77, 1977/78, 1982/83).